# Association des œuvres d'utilité publique du district
L’Association des œuvres d'utilité publique (AOUP) est une association suisse fondée en 1816 sous le nom de « Caisse centrale des pauvres » par le bailli d'Erguël Albert-Frédéric de May et par le doyen Charles-Ferdinand Morel.
Les deux fondateurs ont lancé les bases des structures permettant d’organiser l'assistance publique. Aujourd’hui, l’AOUP chapeaute le Home d’enfants de Courtelary, le Home pour personnes âgées La Roseraie à Saint-Imier, l'Envol, institution spécialisée en addiction aux substances légales et illégales, à Tramelan, et le Foyer des jeunes à Saint-Imier.
En 1842 s’ouvre à Courtelary un orphelinat (aujourd'hui Home d'enfants) qui doit recueillir les enfants abandonnés afin de les instruire et de les éduquer.
En 1829, à l'initiative du doyen Charles-Ferdinand Morel, s’ouvre un établissement dans le but de « fournir aux classes ouvrières l'occasion de faire des économies » et de contribuer au développement économique durable de la région. Il s’agit de la Caisse d’épargne (aujourd’hui CEC Clientis Site, un établissement bancaire dont les actions sont entre les mains des communes du district de Courtelary. À l'origine, la Caisse d'épargne devait permettre de financer une partie des activités de la Caisse centrale des pauvres.
En 1985 s’ouvre à Saint-Imier le Foyer des jeunes.